# Acericerus syriacicola
Acericerus syriacicola är en insektsart som beskrevs av Abdul-nour 2003. Acericerus syriacicola ingår i släktet Acericerus och familjen dvärgstritar. Inga underarter finns listade i Catalogue of Life.